# Acrosathe pacifica
Acrosathe pacifica är en tvåvingeart som först beskrevs av Cole 1923.  Acrosathe pacifica ingår i släktet Acrosathe och familjen stilettflugor.
Artens utbredningsområde är Kalifornien. Inga underarter finns listade i Catalogue of Life.